# Penzing (Wiedeń)
Penzing ([ˈpɛnʦɪŋ]ⓘ) – czternasta dzielnica Wiednia. Graniczy na zachodzie i północnym zachodzie z dolnoaustriackimi gminami Purkersdorf, Mauerbach i Klosterneuburg oraz na terenie Wiednia z dzielnicami Hernals, Ottakring, Rudolfsheim-Fünfhaus i Hietzing.